# Sara Gmuer
Sara Gmuer (* 31. August 1980 in Locarno) ist eine Schweizer Schriftstellerin und Schauspielerin.

## Leben
Sara Gmuer wuchs zunächst in der italienischen Schweiz auf, wo die Eltern im Tessin auf dem Monte Brè ein Hotel führten. Nach deren Trennung zog die Mutter mit ihr und dem älteren Bruder nach Luzern. Mit 17 Jahren verließ sie die Schule und arbeitete als Model.
2002 absolvierte sie die European Film Actor School (EFAS) in Zürich.
Von 2003 bis 2006 spielte sie in der ProSieben-Dokuserie Freunde – Das Leben beginnt bzw. später Freunde – Das Leben geht weiter die Rolle der Lisa Patzer. Die Serie lief von 2003 bis 2006 auf ProSieben und wurde zwischen 2006 und 2008 zusammen mit Die Abschlussklasse auf VIVA wiederholt.
2012 erschien Gmuers viel besprochener Debütroman Karizma bei orange-press. Der Roman handelt von einer jungen Frau, die sich als Rapperin in der männerdominierten Rapszene durchsetzt. Der WDR nannte Karizma eine undogmatisch erzählte Liebesgeschichte, grosse, begeisterungswürdige Literatur. Antonia Baum schrieb in der Frankfurter Allgemeinen Zeitung: «Jeder, der Rap gerne mag, kennt dieses Gefühl: Mit der Stadt kämpfend durch die Straßen gehen, und dazu läuft Hiphop und der Euch-zeige-ich-es-Film. Sara Gmuer hat das Buch dazu geschrieben.» Die taz nannte es «Ein Rap-Roman mit Punk-Attitüde» und der Musikexpress schrieb, die Halbwelt werde ohne allzu grosse Distanz geschildert. Das könne man fragwürdig finden, doch Karizma besitze durchaus Verve. Spiegel Online schrieb: «Im aktuellen Musikvideo der Ärzte taucht sie ebenfalls auf, als große Blonde im kurzen Kleid, Songtitel Fiasko». «Aber Gmuers Buch ist kein Fiasko, dafür knallt ihre Sprache zu schön und fett, wie ein schneller Beat». Radio Fritz befand: «Ganz großes Kino im Kopf».
2025 erschien mit Achtzehnter Stock Gmuers zweiter Roman, deren Protagonistin zum Film möchte, sich jedoch mit ihrer Tochter im 18. Stock eines Plattenbaus bei einem obskuren polnischen Onkel wiederfindet. Als sie in einer Netflix-Serie eine Rolle erhält, nutzt sie die Chance, der Platte zu entkommen. Rainer Moritz erkennt in der Neuen Zürcher Zeitung Gmuers Geschick an, «sich mit Empathie auf den Alltag ihrer Figuren einzulassen und deren tagtäglichen Überlebenskampf zu schildern». Für die Hauptperson finde sie «einen rauen, einen guten Ton, dem sie selbst aber zu wenig zutraut». Das Schweizer Radio und Fernsehen sah sich seinem Publikum gegenüber zur Erklärung veranlasst, dass das Leben in der höchsten Etage («andernorts mit Luxus und bestem Blick auf die Skyline verbunden») in einem Berliner Plattenbau für ein Leben in Armut steht. Autorin Katja Schönher würdigte: «Der Roman ist in einem so unterhaltsamen wie schroffen Ton erzählt. Und die Handlung ist rasant wie eine Netflix-Serie. Es geht auf und ab.»
Im Juli 2025 wirkte Gmuer als ehrenamtliche Sprecherin bei einem Erinnerungsprojekt mit, das die Gedichte von Curt Bloch wieder zugänglich macht. Bloch versteckte sich in den Jahren 1942 bis 1945 in der niederländischen Stadt Enschede vor den Nationalsozialisten, im Versteck verfasste er über 490 Gedichte.
Sara Gmuer ist verheiratet, hat zwei Kinder und lebt in Berlin.

## Romane
- Karizma. orange-press, Freiburg im Breisgau 2012, ISBN 978-3-936086-62-1.
- Achtzehnter Stock. Verlag Hanserblau, Berlin 2025, ISBN 978-3-446-28278-0.

## Filmografie (Auswahl)
- 2003–2006: Freunde – Das Leben beginnt (Fernsehserie)
- 2004: Aktenzeichen XY.. ungelöst (TV; Regie: Thomas Pauli)
- 2009: Männersache (Regie: Gernot Roll & Mario Barth)
- 2010: Im Angesicht des Verbrechens (TV; Regie: Dominik Graf)
- 2012: Fiasko – Die Ärzte (Musikvideo; Regie: Yehonatan Richter-Levin)[14]
- 2013: Volkswagen (Werbespot; Regie: Manuel Werner)[15]
- 2013: Spreequell – Volle Pulle Leben (Kinospot)[16]
- 2015: Leberkäseland (TV; Regie: Nils Willbrandt)